# No more bolero's
No more bolero's is een single van Gerard Joling. Beide liedjes van deze single zijn geschreven door Peter de Wijn en Hans van Eijck. Joling zong ze in een arrangement van Peter Schön. Het orkest werd daarbij geleid door Benny Behr.
Het lied No more bolero's werd de grootste solohit van Joling. Het plaatje zorgde voor bekendheid van de artiest tot ver buiten de landsgrenzen. Het lied leunt aan het eind op de Bolero van Maurice Ravel. Joling nam zelf het lied in diverse talen op, waaronder Spaans. Zelfs Zuid-Afrika kende dit lied, want er verscheen een Zuid-Afrikaanse cover in 2011 onder de titel Mag ek jou vashou van George Meiring.

## Hitnoteringen
No more bolero's haalde als single de nummer 1-posities in Nederland in België. Het album No more boleros werd ook nummer 1 in Nederland, maar de Belgische albumlijst kent de compact disc in het geheel niet.

### Nederlandse Top 40
| Hitnotering: 03-06-1989 t/m 26-08-1989 | Hitnotering: 03-06-1989 t/m 26-08-1989 | Hitnotering: 03-06-1989 t/m 26-08-1989 | Hitnotering: 03-06-1989 t/m 26-08-1989 | Hitnotering: 03-06-1989 t/m 26-08-1989 | Hitnotering: 03-06-1989 t/m 26-08-1989 | Hitnotering: 03-06-1989 t/m 26-08-1989 | Hitnotering: 03-06-1989 t/m 26-08-1989 | Hitnotering: 03-06-1989 t/m 26-08-1989 | Hitnotering: 03-06-1989 t/m 26-08-1989 | Hitnotering: 03-06-1989 t/m 26-08-1989 | Hitnotering: 03-06-1989 t/m 26-08-1989 | Hitnotering: 03-06-1989 t/m 26-08-1989 | Hitnotering: 03-06-1989 t/m 26-08-1989 | Hitnotering: 03-06-1989 t/m 26-08-1989 |
| Week                                   | 1                                      | 2                                      | 3                                      | 4                                      | 5                                      | 6                                      | 7                                      | 8                                      | 9                                      | 10                                     | 11                                     | 12                                     | 13                                     |                                        |
| -------------------------------------- | -------------------------------------- | -------------------------------------- | -------------------------------------- | -------------------------------------- | -------------------------------------- | -------------------------------------- | -------------------------------------- | -------------------------------------- | -------------------------------------- | -------------------------------------- | -------------------------------------- | -------------------------------------- | -------------------------------------- | -------------------------------------- |
| Nummer                                 | 22                                     | 7                                      | 1                                      | 1                                      | 1                                      | 1                                      | 1                                      | 1                                      | 3                                      | 7                                      | 14                                     | 25                                     | 38                                     | uit                                    |

### Nationale Hitparade Top 100
| Hitnotering: 27-05-1989 t/m 15-09-1989 | Hitnotering: 27-05-1989 t/m 15-09-1989 | Hitnotering: 27-05-1989 t/m 15-09-1989 | Hitnotering: 27-05-1989 t/m 15-09-1989 | Hitnotering: 27-05-1989 t/m 15-09-1989 | Hitnotering: 27-05-1989 t/m 15-09-1989 | Hitnotering: 27-05-1989 t/m 15-09-1989 | Hitnotering: 27-05-1989 t/m 15-09-1989 | Hitnotering: 27-05-1989 t/m 15-09-1989 | Hitnotering: 27-05-1989 t/m 15-09-1989 | Hitnotering: 27-05-1989 t/m 15-09-1989 | Hitnotering: 27-05-1989 t/m 15-09-1989 | Hitnotering: 27-05-1989 t/m 15-09-1989 | Hitnotering: 27-05-1989 t/m 15-09-1989 | Hitnotering: 27-05-1989 t/m 15-09-1989 | Hitnotering: 27-05-1989 t/m 15-09-1989 | Hitnotering: 27-05-1989 t/m 15-09-1989 | Hitnotering: 27-05-1989 t/m 15-09-1989 |
| Week                                   | 1                                      | 2                                      | 3                                      | 4                                      | 5                                      | 6                                      | 7                                      | 8                                      | 9                                      | 10                                     | 11                                     | 12                                     | 13                                     | 14                                     | 15                                     | 16                                     |                                        |
| -------------------------------------- | -------------------------------------- | -------------------------------------- | -------------------------------------- | -------------------------------------- | -------------------------------------- | -------------------------------------- | -------------------------------------- | -------------------------------------- | -------------------------------------- | -------------------------------------- | -------------------------------------- | -------------------------------------- | -------------------------------------- | -------------------------------------- | -------------------------------------- | -------------------------------------- | -------------------------------------- |
| Nummer                                 | 81                                     | 20                                     | 3                                      | 1                                      | 1                                      | 1                                      | 1                                      | 1                                      | 1                                      | 2                                      | 4                                      | 12                                     | 19                                     | 35                                     | 49                                     | 76                                     | uit                                    |

### BelgischeBRT Top 30
| Hitnotering: 17-06-1989 t/m 29-09-1989 | Hitnotering: 17-06-1989 t/m 29-09-1989 | Hitnotering: 17-06-1989 t/m 29-09-1989 | Hitnotering: 17-06-1989 t/m 29-09-1989 | Hitnotering: 17-06-1989 t/m 29-09-1989 | Hitnotering: 17-06-1989 t/m 29-09-1989 | Hitnotering: 17-06-1989 t/m 29-09-1989 | Hitnotering: 17-06-1989 t/m 29-09-1989 | Hitnotering: 17-06-1989 t/m 29-09-1989 | Hitnotering: 17-06-1989 t/m 29-09-1989 | Hitnotering: 17-06-1989 t/m 29-09-1989 | Hitnotering: 17-06-1989 t/m 29-09-1989 | Hitnotering: 17-06-1989 t/m 29-09-1989 | Hitnotering: 17-06-1989 t/m 29-09-1989 | Hitnotering: 17-06-1989 t/m 29-09-1989 | Hitnotering: 17-06-1989 t/m 29-09-1989 | Hitnotering: 17-06-1989 t/m 29-09-1989 |
| Week                                   | 1                                      | 2                                      | 3                                      | 4                                      | 5                                      | 6                                      | 7                                      | 8                                      | 9                                      | 10                                     | 11                                     | 12                                     | 13                                     | 14                                     | 15                                     |                                        |
| -------------------------------------- | -------------------------------------- | -------------------------------------- | -------------------------------------- | -------------------------------------- | -------------------------------------- | -------------------------------------- | -------------------------------------- | -------------------------------------- | -------------------------------------- | -------------------------------------- | -------------------------------------- | -------------------------------------- | -------------------------------------- | -------------------------------------- | -------------------------------------- | -------------------------------------- |
| Nummer                                 | 27                                     | 29                                     | 14                                     | 10                                     | 5                                      | 4                                      | 3                                      | 1                                      | 1                                      | 2                                      | 3                                      | 5                                      | 6                                      | 7                                      | 9                                      | uit                                    |

### VlaamseUltratop 50
| Hitnotering: 24-06-1989 t/m 06-10-1989 | Hitnotering: 24-06-1989 t/m 06-10-1989 | Hitnotering: 24-06-1989 t/m 06-10-1989 | Hitnotering: 24-06-1989 t/m 06-10-1989 | Hitnotering: 24-06-1989 t/m 06-10-1989 | Hitnotering: 24-06-1989 t/m 06-10-1989 | Hitnotering: 24-06-1989 t/m 06-10-1989 | Hitnotering: 24-06-1989 t/m 06-10-1989 | Hitnotering: 24-06-1989 t/m 06-10-1989 | Hitnotering: 24-06-1989 t/m 06-10-1989 | Hitnotering: 24-06-1989 t/m 06-10-1989 | Hitnotering: 24-06-1989 t/m 06-10-1989 | Hitnotering: 24-06-1989 t/m 06-10-1989 | Hitnotering: 24-06-1989 t/m 06-10-1989 | Hitnotering: 24-06-1989 t/m 06-10-1989 | Hitnotering: 24-06-1989 t/m 06-10-1989 | Hitnotering: 24-06-1989 t/m 06-10-1989 |
| Week                                   | 1                                      | 2                                      | 3                                      | 4                                      | 5                                      | 6                                      | 7                                      | 8                                      | 9                                      | 10                                     | 11                                     | 12                                     | 13                                     | 14                                     | 15                                     |                                        |
| -------------------------------------- | -------------------------------------- | -------------------------------------- | -------------------------------------- | -------------------------------------- | -------------------------------------- | -------------------------------------- | -------------------------------------- | -------------------------------------- | -------------------------------------- | -------------------------------------- | -------------------------------------- | -------------------------------------- | -------------------------------------- | -------------------------------------- | -------------------------------------- | -------------------------------------- |
| Nummer                                 | 40                                     | 20                                     | 7                                      | 5                                      | 2                                      | 1                                      | 1                                      | 1                                      | 2                                      | 4                                      | 6                                      | 14                                     | 15                                     | 16                                     | 48                                     | uit                                    |

### NPO Radio 2 Top 2000
No more bolero's stond alleen in 1999 in de NPO Radio 2 Top 2000, op plek 1716.